# Konsulat Generalny Rosji w Gdańsku

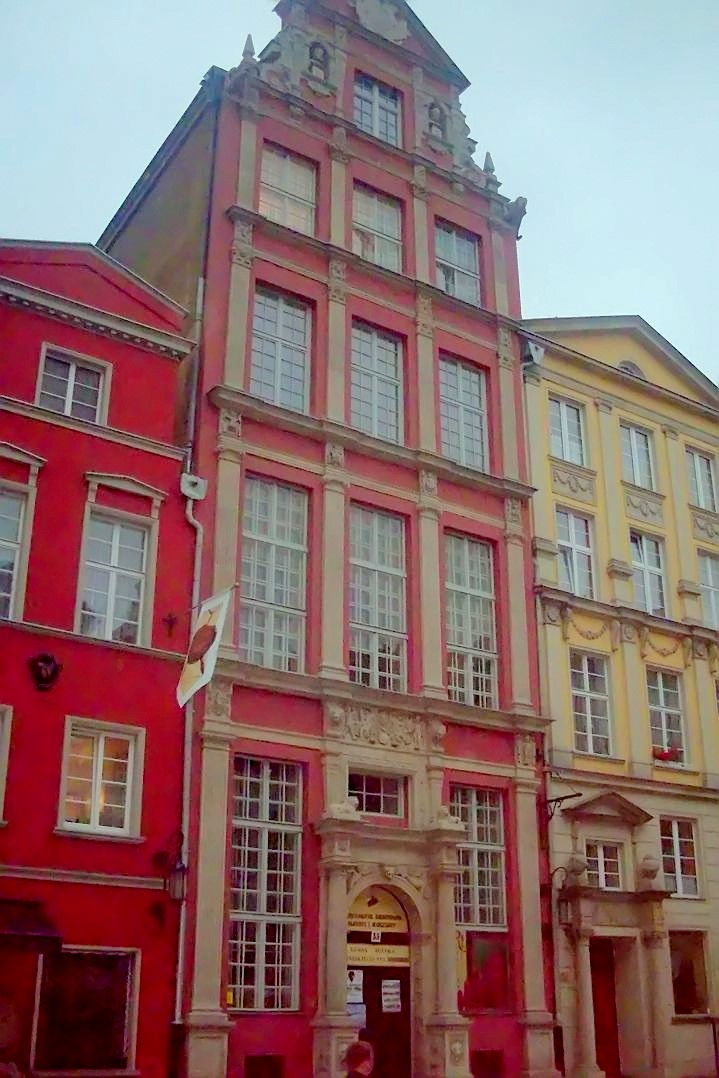
Kamieniczka Lwi Zamek – b. siedziba Domu Rosyjskiego w Gdańsku przy ul. Długiej

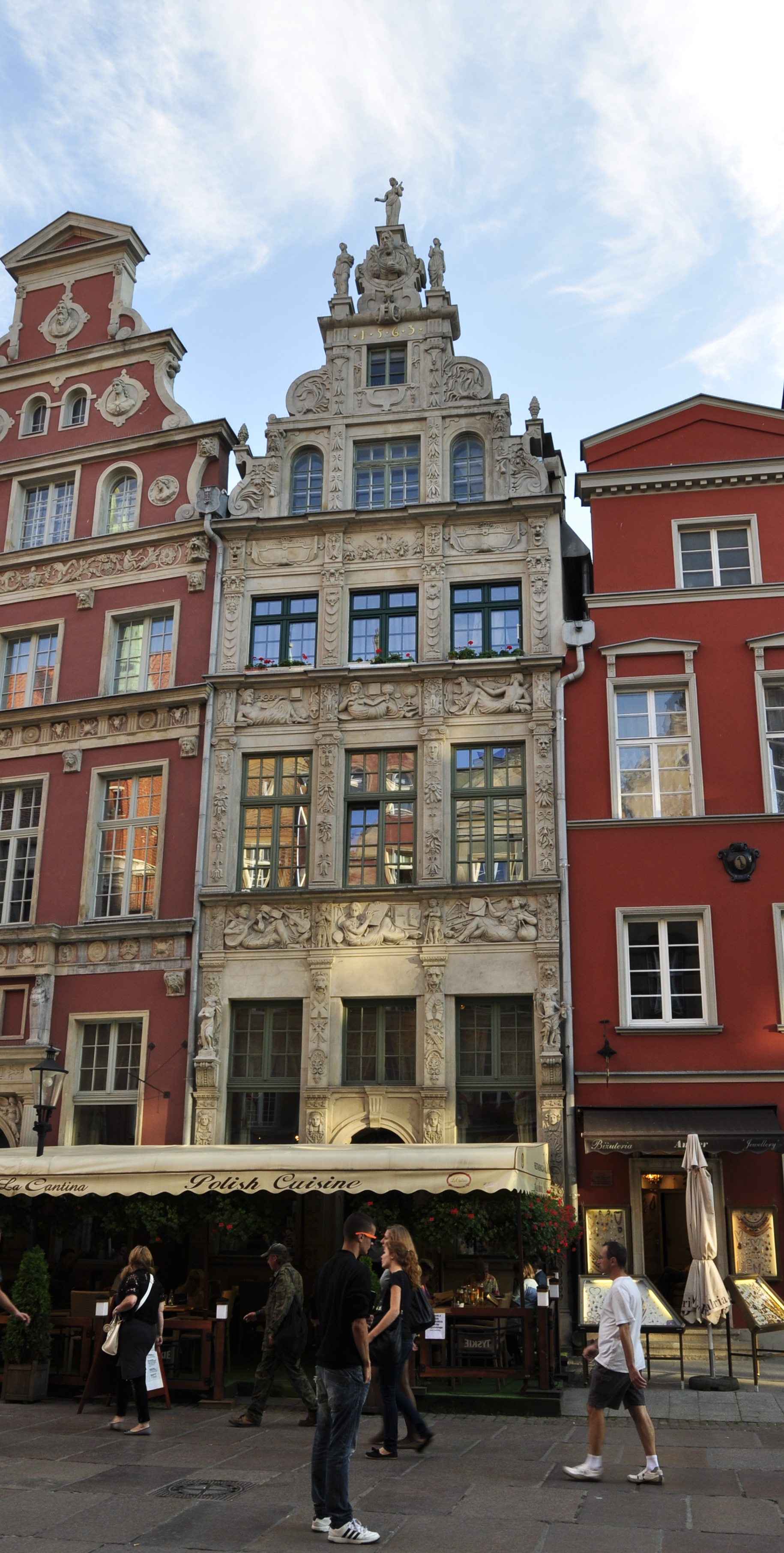
b. siedziba Przedstawicielstwa Handlowego ZSRR przy ul. Długiej 37 (1929)

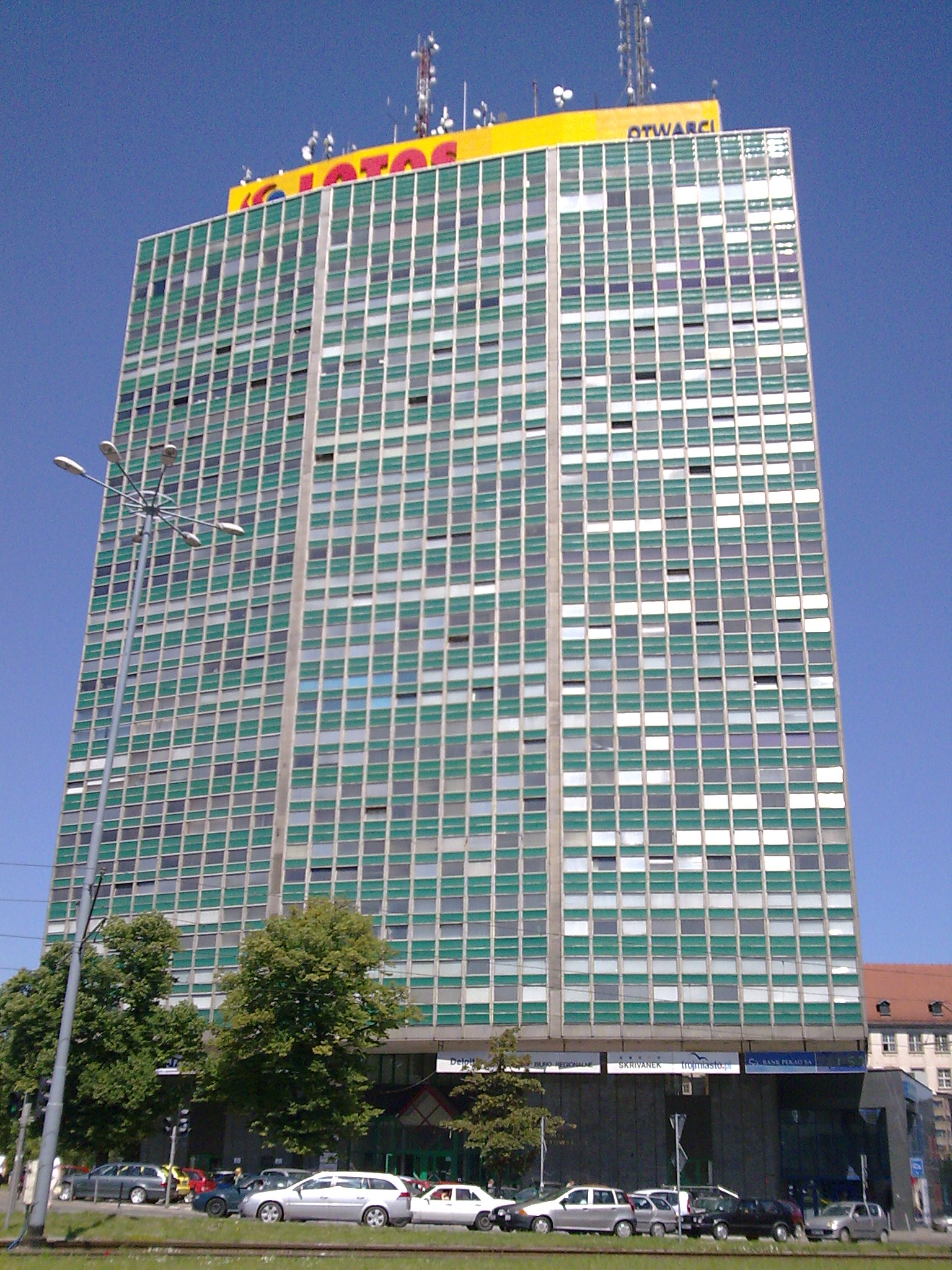
b. siedziba b. Przedstawicielstwa Ministerstwa Gospodarki Rybnej ZSRR w Gdańsku przy Wałach Piastowskich

Konsulat Generalny Rosji w Gdańsku, Konsulat Generalny Federacji Rosyjskiej (ros. Генеральное консульство России в Гданьске) – placówka konsularna Rosji z siedzibą przy ul. Batorego 15 w Gdańsku.

## Historia

### okres do I wojny światowej
W 1718 na polecenie cara Piotra I zakupiono za 6000 guldenów pruskich z przeznaczeniem na siedzibę rezydenta carskiego w Gdańsku przy ul. Langgarten 74 (Długie Ogrody) dom „Zu den drei Bären” (do trzech niedźwiedzi). Jego formalne otwarcie nastąpiło w 1725. Na tej parceli w 1768 zbudowano nową rezydencję, nazywaną później pałacykiem konsulów rosyjskich lub domem rosyjskim (Russen-Haus).
Wewnątrz pierwszego z obu budynków, znajdowała się od 1720 prawosławna kaplica pod wezwaniem św. Mikołaja, którą przeniesiono do kolejnego, w którym funkcjonowała do 1926.
We wrześniu 1881 w pałacyku gościło dwóch cesarzy, rosyjski Aleksander III i niemiecki Wilhelm I.
Przedstawicielstwo również ówcześnie pełniło ważną rolę dla Rosji, m.in. monitorowało rosyjskie obroty handlowe w tranzycie przez Gdańsk.
Po wybuchu I wojny światowej, w 1914, ówczesny konsul generalny Dymitr Ostrowski został deportowany. Po zakończeniu działań wojennych, w pałacyku znalazło siedzibę m.in. przedstawicielstwo Wszechrosyjskiego Rządu admirała Kołczaka, pełniącego też szereg funkcji konsularnych.

### okres międzywojenny
Po utworzeniu Wolnego Miasta Gdańska władze ZSRR powołały w marcu 1923 quasi-konsulat ZSRR pod nazwą Rosyjskiego Komitetu Repatriacyjnego w WMG (Russisches Repatriations-Komitee in den Freien Stadt Danzig E.V.), z siedzibą w hotelu Monopol przy Hundegasse 16–17, ob. ul. Ogarnej, który jednakże uległ szybkiej likwidacji. Według literatury źródłowej był on placówką OGPU. W tym samym roku ZSRR powołał w Gdańsku oddział Przedstawicielstwa Handlowego ZSRR, o czym poniżej.
Konsulat w Gdańsku powołano dopiero po podpisaniu w 1926 przez rządy RP i ZSRR umowy konsularnej, z siedzibą ponownie przy ul. Langgarten 74. Placówka funkcjonowała tamże aż do wybuchu wojny niemiecko-sowieckiej 22 czerwca 1941, później władze miejscowe przeznaczyły budynek na siedzibę Krajowego Urzędu ds. Prehistorii (Landesamt für Vorgeschichte) oraz Okręgowego Muzeum Prehistorycznego (Gaumuseum für Vorgeschichte). Budynek został spalony prawdopodobnie w marcu 1945 i obecnie nie istnieje.
W 1928 władze ZSRR planowały otwarcie konsulatu wraz z oddziałem przedstawicielstwa handlowego w Gdyni, do czego jednak nie doszło.

### okres po 1945 r.
Po II wojnie światowej, w 1945, ponownie otwarto konsulat generalny ZSRR w Gdańsku. W latach 1945–1946 mieścił w budynku przy ul. Matki Polki 10, któremu później zmieniono adres na ul. Batorego 15, oraz przy ul. Konopnickiej 3.
W latach 1971–1993 w konsulacie mieściła się miejscowa komórka Grupy Operacyjnej KGB „Narew”.
W latach 1984–2022 działała w Gdańsku instytucja promocji kultury rosyjskiej pod nazwą Domu Radzieckiej Nauki i Kultury (Дом советской науки и культуры), Rosyjskiego Ośrodka Nauki i Kultury w Gdańsku (Российский центр науки и культуры в Гданьске), ostatnio – Domu Rosyjskiego w Gdańsku (Русский дом в Гданьске) (2021-2022).

## Przedstawicielstwo Handlowe

### okres międzywojenny
W 1923 otwarto w Gdańsku oddział warszawskiego Przedstawicielstwa Handlowego ZSRR (Торгпредство СССР, Russische Handelsvertretung in Polen, Handelsvertretung der UdSSR in Polen). Stanowiło też bazę dla działalności szpiegowskiej. W 1927 przedstawicielstwo mieściło się przy Vorstädtischer Graben 1a, ob. Podwale Przedmiejskie, następnie przy Langgasse 37 (1929), ob. ul. Długiej, przy Karrenwall 8 (1931-1933), ob. ul. Okopowej, oraz przy Stadtgraben 13 (1935), ob. Podwale Grodzkie. W 1929 przedstawicielstwo zatrudniało 13 osób.
Wcześniej założono spółkę – Gdańsko-Rosyjskie Towarzystwo Handlu (Danzig-Russische Handelsgesellschaft mbH – DAR) z siedzibą przy Hundegasse 21, ob. ul. Ogarnej (1920-1921), Langasse 25, ob. ul. Długiej (1923), Poggenpfuhl 42, ob. ul. Żabi Kruk (1923-1925), które było placówką radzieckiego wywiadu ofensywnego.

### okres po 1945 r.
Oddział warszawskiego Przedstawicielstwa Handlowego ZSRR funkcjonował w Gdańsku również po II wojnie światowej, początkowo przy ul. Batorego 11 (1946), następnie przy ul. Jagiellońskiej 2, ul. Okopowej 1b, oraz ul. Doki 2 (1965-), w latach 80. przy ówczesnej ul. Karola Marksa 126, obecnie ul. Hallera. W jego skład wchodziło m.in. przedstawicielstwa –
- Ministerstwa Floty Morskiej ZSRR (Министерство морского флота), ul. Doki 2
- Ministerstwa Floty Rzecznej RFSRR (Министерство речного флота), ul. Doki 2
- Rejestru Statków ZSRR (Регистр), ul. Doki 2
- chz Sudoimport (Судоимпорт),

oraz
- Ministerstwa Gospodarki Rybnej ZSRR (Министерство рыбного хозяйства), w budynku tzw. „Zieleniaka” przy Wałach Piastowskich 1.

W 1946 Przedstawicielstwo swój oddział miało też w Gdyni, przy ul. Żeromskiego 47.

## Kierownicy placówki
- 1717-1718 – Ludwik Kazimierz Łączyński (Ланчинский Людвиг Казимир), minister-rezydent, agent (ok. 1680-1752)
- 1718-1736 – Georg Erdmann (Эрдман Георг), agent, od 1730 minister-rezydent (1682-1736)
- 1736-1743 – Johann Schendel (Шендель Иоганн Людвиг), agent, od 1738 minister-rezydent (?-1743)[14]
- 1743-1755 – Kaspar Szerer (Шерер Каспар), minister-rezydent (1689-1755)
- 1755-1757 – Christian Szewius (Шевиус Христиан Францевич), minister-rezydent (1734-1788)
- 1756-1760 – Aleksiej Siemionowicz Musin-Puszkin (Мусин-Пушкин Алексей Семёнович), minister-rezydent (1729-1817)
- 1761-1762 – Iwan Rżyczewski (Ржичевский Иван), minister-rezydent
- 1762-1775 – Hans Wilhelm von Rehbinder (Ребиндер Ганс Вильгельм), minister-rezydent (1728-1779)
- 1775-1779 – Siemion Wołczkow (Волчков Семен), chargé d’affaires
- 1779-1786 – płk. Christoph de Peterson (Петерсон Христофор Иванович), minister-rezydent (1735-1789)
- 1786-1787 – Siemion Sokołowski (Соколовский Семен Яковлевич), chargé d’affaires
- 1787-1790 – Iwan Rückman (Рикман Иван Свастянович), chargé d’affaires (-1806)
- 1790-1793 – Siemion Sokołowski (Соколовский Семён Яковлевич), chargé d’affaires
- 1800-1816 – Leontij Trefurt (Трефурт Леонтий [Отто Лудольф] Федорович), konsul generalny, od 1808 minister rezydent (1772-1848)
- 1817-1823 – Karl von Heydeken (Гейдекен Карл Егорович), konsul generalny (-1835)
- 1824-1828 – Antoni Makarowicz (Макарович Антон Константинович), konsul generalny (1772-1828)
- 1829-1833 – Ludwik Tęgoborski (Тегоборский Людвиг Валерианович), konsul generalny (1793-1857)
- 1833-1842 – Karł Biucow (Бюцов Карл Карлович), konsul generalny (1791-1852)
- 1843-1847 – Iwan Pachert (Иван Иванович Пахерт), konsul generalny
- 1848 – Konstantin Czewati (Чевати Константин Степанович), konsul generalny (~1811-1862)
- 1849-1868 – Aleksandr Adelung (Аделунг Александр Федорович), konsul generalny (1805-1868)
- 1869-1877 – baron Karl Gottlob Freytag von Loringhoven (Карл Андреевич [Карл-Готлиб] Фрейтаг фон Лорингофен), konsul generalny (1811-1882)
- 1879-1895 – baron Aleksandr Wrangel (Врангель Александр Егорович), konsul generalny (1833-1915)
- 1895-1898 – Richard Magsig (Магсиг Рихард), agent konsularny
- 1899 – Grigorij Bogosłowski (Богословский Григорий Петрович), konsul generalny (1841-1900)
- 1899-1914 – Dmitrij Ostrowski (Островский Дмитрий Николаевич), konsul generalny (1856–1938)

### okres 1926-1940
- 1926-1933 – dr Ignatij Kalina (Калина Игнатий Петрович, Эйзенбух), konsul generalny (1884-1938)[15]
- 1935-1937 – Władimir Mieszczeriakow (Мещеряков Владимир Николаевич) (1885-1946)
- 1937-1939 – Władimir Michels (Михельс Владимир Андреевич, Вольф Израилевич, pseudonim Мюллер) (1892–1940)[16]
- 1939 – Iwan Własow (Власов Иван Филиппович) (1904-1941)
- 1939–1940 – Michaił Koptiełow (Коптелов Михаил Ефремович) (1904-1952)

### okres 1945–1990
- 1945–1949 – Timofiej Chorobrych (Тимофей Хоробрых), konsul, od 1946 konsul generalny (1913-)
- 1949-1951 – Aleksandr Krasnienkow (Александр Красненков), konsul generalny
- 1951-1954 – Michaił Potapow (Михаил Потапов), konsul generalny
- 1955-1958 – Nikołaj Tałyzin (Николай Талызин), konsul generalny
- 1958-1959 – Wiktor Sborszczikow (Виктор Сборщиков)
- 1960-1961 – Iwan Kuzniecow (Иван Кузнецов)
- 1962-1963 – Michaił Wasiljew (Михаил Васильев)
- 1964-1965 – Wiktor Pieliszczenko (Виктор Пелишенко), konsul generalny
- 1966-1972 – Iwan Borisow (Иван Борисов) (1911-)
- 1972-1977 – Fiodor Szarykin (Федор Шарыкин)
- 1979-1983 – Lew Wachramiejew (Лев Вахрамеев)
- 1984-1987 – Iwan Tkaczenko (Ткаченко Иван Филаретович)
- 1987-1990 – Wadim Mucki (Вадим Муцкий)

### okres od 1991
- 1992 – Walentin A. Żychariew, konsul generalny
- 2001-2002 – Nikołaj I. Biełowoł (Беловол Николай Иванович), konsul generalny
- 2003-2006 – Wasilij Zujew (Василий Зуев), konsul generalny
- 2006-2008 – Jurij Aleksiejew (Юрий Алексеев), konsul generalny
- 2009-2013 – Siergiej Puczkow (Сергей Пучков), konsul generalny (1950-)[17]
- 2013-? – Aleksandr Karaczewcew (Александр Карачевцев), konsul generalny (1953-)
- 2018-2021 – Wiktor Kolesnikow (Виктор Колесников), konsul generalny (1956-)[18]
- od 2021 – Sergiej Semionow (Сергей Валентинович Семенов), konsul generalny (1962-)[19]